# Skîbînți, Pohrebîșce
Skîbînți (în ucraineană Скибинці) este un sat în comuna Borșceahivka din raionul Pohrebîșce, regiunea Vinnița, Ucraina.

## Demografie
Componența lingvistică a localității Skîbînți
     Ucraineană (99,68%)
     Alte limbi (0,32%)
Conform recensământului din 2001, majoritatea populației localității Skîbînți era vorbitoare de ucraineană (99,68%), existând în minoritate și vorbitori de alte limbi.